# Paul Gravett
Paul Gravett és crític, escriptor, comissari anglès, i un locutor especialitzat en còmics britànics i internacionals. Entre els seus llibres destaquen Manga: Sixty years of Japanese comics (publicat a Espanya per OnlyBook, 2006) i 1001 cómics que hay que leer antes de morir (Grijalbo, 2012). Ha comissariat diverses exposicions de còmics, incloent-hi Tove Jansson, The Atom Style, Jack Kirby, Hypercomics i Posy Simmonds. És coeditor d'Escape Books i codirector de Comica, el festival internacional de còmics de Londres. Actualment està treballant en un nou llibre per a Tate Publishing i en una exposició per a la British Library.